# Lorina Kamburova
Lorina Kamburova (in bulgaro Лорина Камбурова?; Varna, 25 ottobre 1991 – Mosca, 27 maggio 2021) è stata un'attrice bulgara.

## Biografia
Lorina Kamburova nacque a Varna, in Bulgaria, il 25 ottobre del 1991. Nel 2014 si laureò presso l'Accademia nazionale di teatro e arti cinematografiche Krastjo Sarafov a Sofia.
Recitò in film bulgari, russi e statunitensi, la maggior parte dei quali del genere dell'orrore.
Morì a soli 29 anni il 27 maggio 2021, per complicazioni da COVID-19, in un ospedale di Mosca.

## Filmografia

### Cinema
- Nightworld, regia di Patricio Valladares (2017)
- Leatherface, regia di Alexandre Bustillo e Julien Maury (2017)
- Inferno di cristallo (Crystal inferno), regia di Éric Summer (2017)
- Day of the Dead: Bloodline, regia di Hèctor Hernández Vicens (2018)
- Death Race - Anarchia (Death Race: Beyond Anarchy), regia di Don Michael Paul (2018)
- Doom: Annihilation, regia di Tony Giglio (2019)
- Love and Monsters, regia di Michael Matthews (2020)

### Televisione
- Ties - serie TV (2015-2016)
- Dear Heirs - serie TV (2018)
- The young and the strong survive - miniserie TV (2020)